# 鳳凰號小型風帆戰船 (1895年)

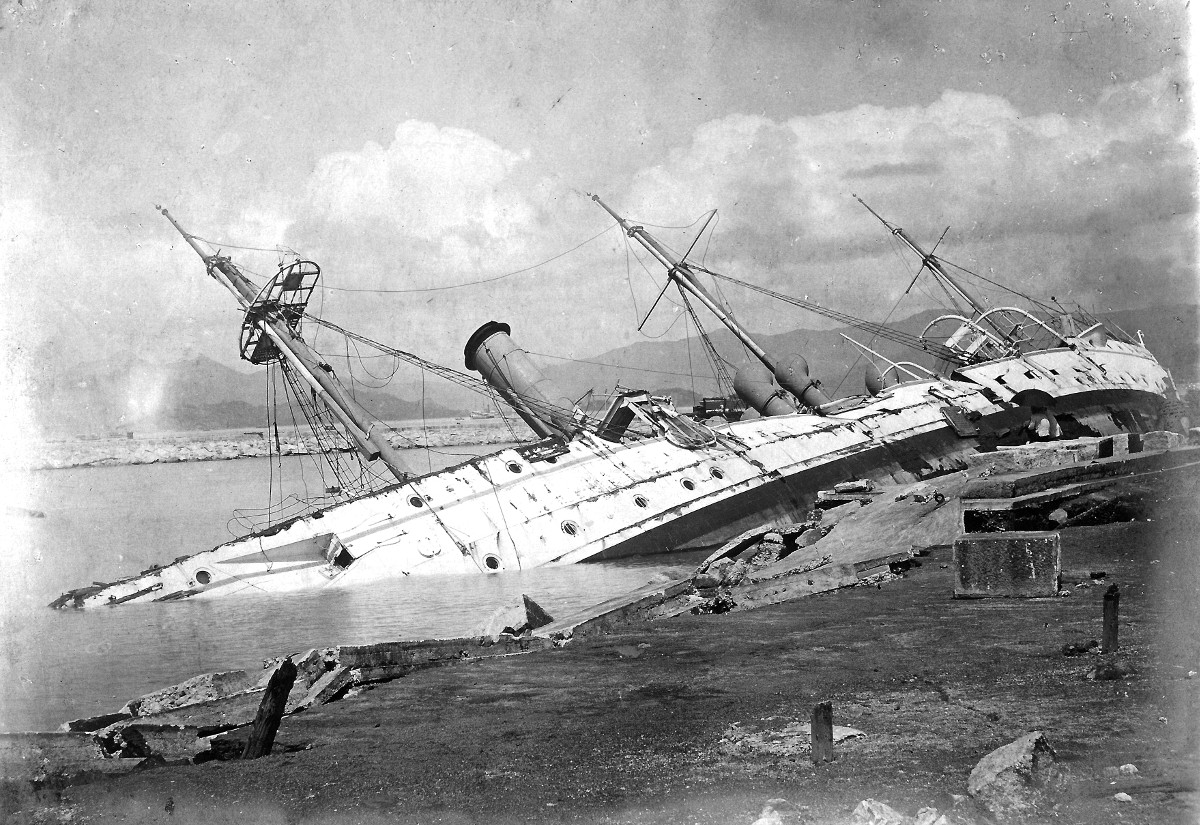
1906 年，丙午風災後鳳凰號在香港的一个煤炭码头旁沉没。

鳳凰號小型風帆戰船為皇家海军鳳凰級鋼槳小型風帆戰船首艦，1895 年在德文港下水。她在义和团运动期间在中国服役，其後在太平洋艦隊服役。 1906 年 9 月 18 日，香港丙午風災期間，鳳凰號全損傾覆於香港一個裝煤碼頭。

## 设计
鳳凰號為钢槳小型風帆戰船 （英文：steel screw sloops/sloop-of-war），裝有各式火炮 10 門。她和她的姊妹艦亞爾及利亞人號由海军部总建造师威廉怀特爵士设计。鳳凰級實際上是警戒級小型風帆戰船的改良，相比警戒級增配一個雙螺旋槳

### 建造
鳳凰號主體由鋼組成，在她的機械儀器和锅炉上另裝有厚1至1.5英寸（2.5至3.8 cm）上的钢製防護甲板。帆裝采用前桅橫帆三桅船方案 。她于 1894 年 7 月 25 日在德文港船坞動工，并于 1895 年 4 月 25 日下水。 

前桅橫帆三桅船帆裝

### 動力系統
鳳凰號配备了一台由德文波特造船厂提供的三缸立式三膨胀蒸汽机，提供1,400匹指示馬力（1,000千瓦特）並配有鋼製雙螺旋槳以作驅動。 

### 武器
鳳凰號擁有六门重1吨的4 英寸速射火炮，可发射二十五磅榴彈。此外，她还配备了四门 3 磅炮和三挺机枪。 

## 服役
凤凰號曾被部署到中国艦隊。在义和团运动期间，她在爱德华·霍巴特·西摩的指挥下在中国海域服役 。

## 結局
1906 年 9 月 18 日，当丙午風災袭击时，凤凰號在香港的一个裝炭码头全損傾覆。 1907 年，她被打撈並出售。 

## 資料來源
1. 1 2 3 4  Winfield (2004) p.278
2. ↑  .   [2010-05-16]. （原始内容存档于2017-08-10）.
3. 1 2 3 4 5  Winfield 2004 p.278
4. ↑  Preston (2007) p.186

- Winfield, R.; Lyon, D. (2004). The Sail and Steam Navy List: All the Ships of the Royal Navy 1815–1889. London: Chatham Publishing. ISBN 978-1-86176-032-6.
- Preston, Antony; Major, John (2007). Send a Gunboat: The Victorian Navy and Supremacy at Sea, 1854–1904 (2nd ed.). London: Conway. ISBN 978-0-85177-923-2.